# Телемарк (гірські лижі)
Телемарк (Telemark skiing)
Телемарк (анг. Telemark) — стиль катання на лижах, що характеризується технікою зі «вільною п’яткою» (анг. free heel), при якій п’ятки черевиків не зафіксована до лижі. Ця особливість дозволяє лижникам виконувати крокоподібні рухи під час поворотів, коли одна нога продвигає лижу вперед (та робить крок), а коліно другої ноги рухається вниз до лижі, таким чином п’ятка другої ноги піднімається, в той час коли нога стає на плюсну, а друг лижа залишається позаду . Телемарк поєднує елементи гірськолижного катання, стрибки з трамплину, бігові лижі та лижний туризм, забезпечуючи високу маневреність і плавність рухів.

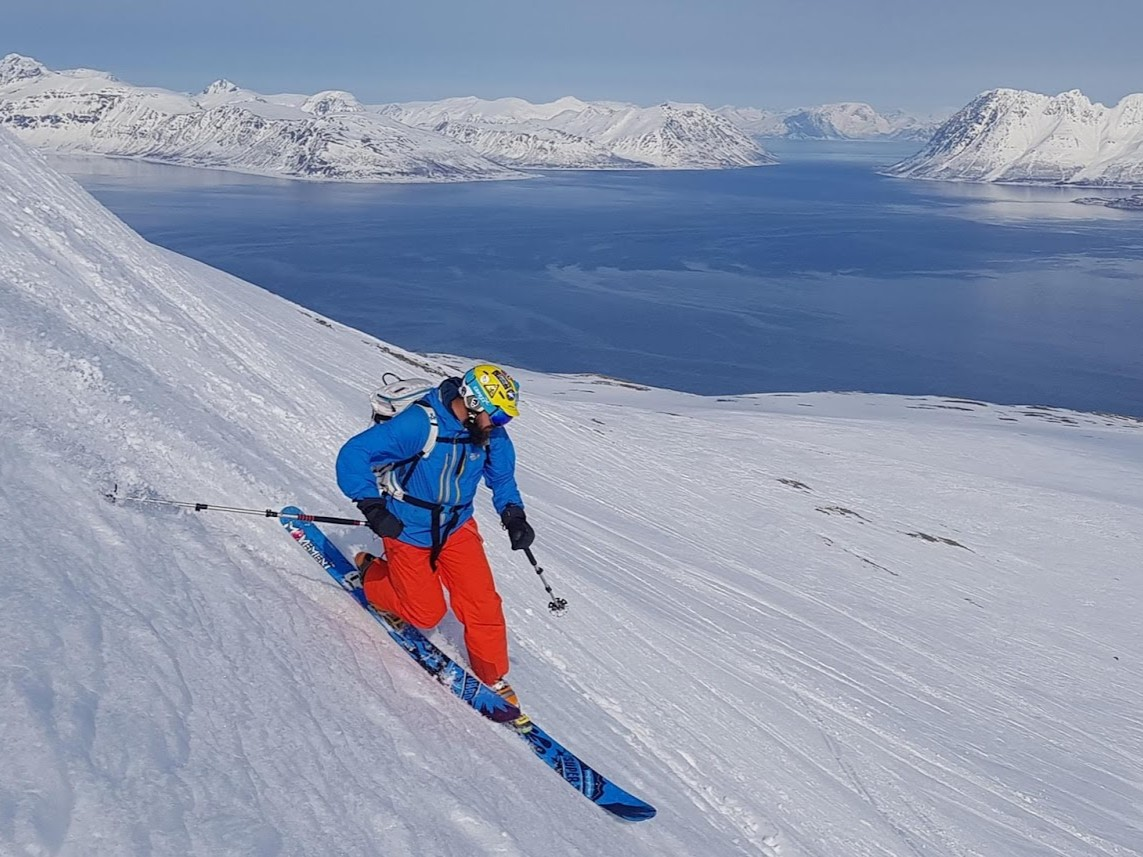
Телемаркер після скітуру робить фрірайд спуск в Люнгельских альпах північ Норвегії.

## Історія
Телемарк виник у середині XIX століття в Норвегії, в регіоні Телемарк. Сондре Норхейм (Sondre Norheim), норвезький столяр і лижник, вважається батьком сучасного телемарку. У 1860-х роках він розробив техніку телемарк-повороту, що включала глибоке згинання коліна та висування однієї лижі вперед під час повороту. Ця техніка значно покращила контроль над лижами та дозволила виконувати більш складні маневри на схилах. Норхейм також удосконалив конструкцію лиж і кріплень, що сприяло розвитку цього стилю катання.
У 1970–1980-х роках телемарк пережив відродження в США, коли лижники почали використовувати цей стиль для катання в гірських умовах. Цей період відомий як «ренесанс телемарку» (telemark renaissance), коли зросла популярність телемарку серед лижників, які шукали нові способи катання в гірських районах. 

## Техніка катання
Основною технічною особливістю телемарку є виконання поворотів у стилі «телемарк-поворот» , при якому лижник ставить одну лижу вперед, а іншу — злегка позаду, зі згинанням коліна внутрішньої ноги. Ця поза дозволяє зберігати баланс і контроль над лижами під час спуску. Телемарк також включає елементи лижного туризму, що дозволяє лижникам долати гірські маршрути та підніматися вгору по схилах, за допомогою спеціального обладнання.

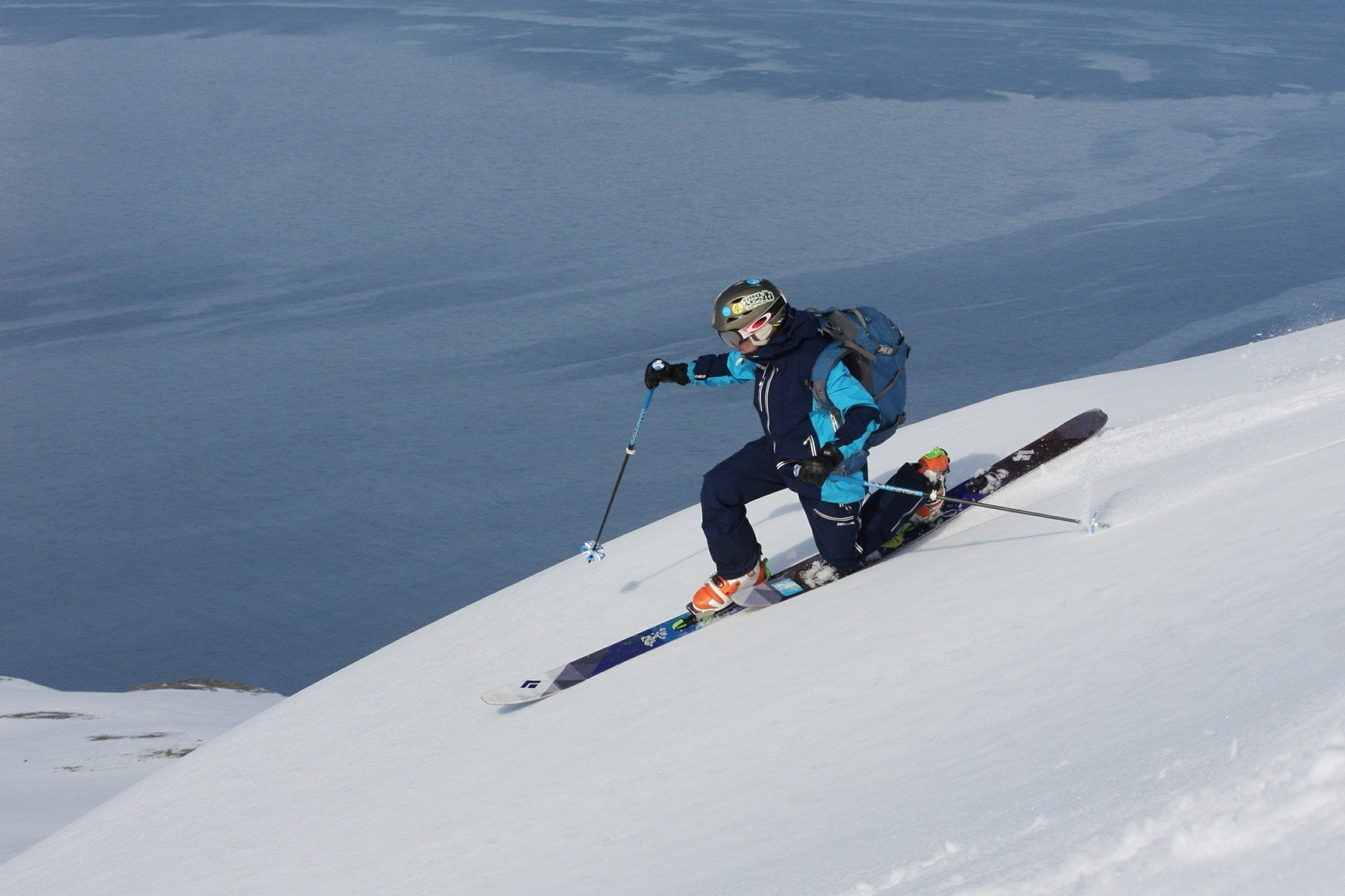
Телемаркер виконує фрірайд спуск до океану на острові Арноя, північ Норвегії.

## Спорядження для телемарку
Telemark skiing equipment — це спеціалізоване спорядження для телемарк-катання, дисципліни, яка поєднує елементи альпійських та бігових лиж. Телемарк відрізняється характерною технікою коли п’ятка черевика вільна. Для виконання телемарк-поворотів і спусків потрібні лижі, черевики та кріплення, що забезпечують баланс між стабільністю та гнучкістю. Спорядження також адаптовані до різних умов: підготовлені траси, скитур та глибокий сніг.
Еволюція спорядження для телемарку відображає спадщину спорту: від шкіряних черевиків і простих кріплень у Норвегії XIX століття до сучасного високопродуктивного спорядження, створеного для універсальності, безпеки та інновацій.

### Лижі для телемарку
Лижі для телемарку поєднують продуктивність альпійских лиж та маневреність і легкість біговихлиж.  Конструкція робить універсальність і дозволяє лижникам переміщуватися між трасами з підйомниками та не підготовленими трасами.
Категорії:
- Freeride skis — середньої ширини, підходять для змішаного рельєфу.
- Sports/racing skis — вужчі, жорсткіші, для високої швидкості та точності.
- Backcountry skis — легші, ширші, для скитуру та прогулянок лісом.
- Powder skis — широкі забезпечують плавучість у глибокому снігу.

### Черевики для телемарку
Telemark boots мають точка изгиба, подобная сильфону у носку, що дозволяє згинати коліно під час поворотів, забезпечуючи необхідну підтримку плюсни на стопі. Ранні моделі були шкіряні, пріоритетом була гнучкість, але підтримка була обмежена. Пластикові черевики, введені у 1990-х (наприклад, Scarpa, 1992), покращили довговічність, жорсткість та контроль на спуску.
Типи:
- Traditional 75 mm boots — з подовженими «качкодзьоб» підошвами, сумісні з класичними кріпленнями 75 мм.
- NTN — сучасні, без «качкодзьоб», для NTN кріплень.
- TTS boots — гібридні, сумісні з туристичні системи Tech-Toe.
- Backcountry boots — легші, часто з режимом ходьби, баланс комфорту та ефективності підйому.
- Leather boots (шкіряні) — використовуються традиціоналістами за естетику та гнучкіст ----

### Кріплення для телемарку
Telemark bindings фіксують черевик лише у носку, залишаючи п’ятку вільною, що відрізняє їх від кріплень для альпийского стилю. Вибір кріплень впливає на контроль лижі, чутливість і мобільність під час підйому.
Binding Systems:

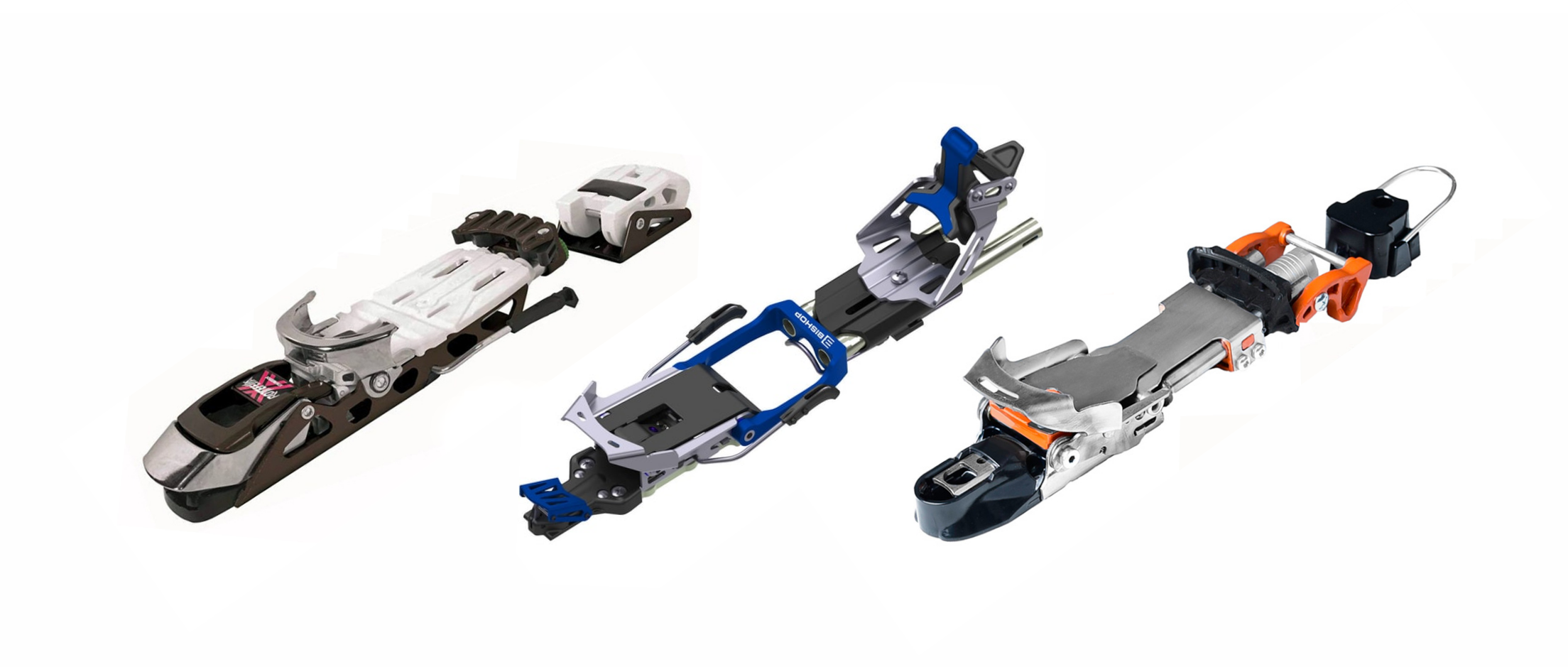
Кріплення NTN binding system — покращена система безпеки, більш якісний контроль лиж.

- 75 mm Norm (Duckbill) — традиційна система з кабелями, пружинами та регульованою жорсткістю; популярна завдяки класичному відчуттю та сумісності з старими моделями черевиків.
- NTN (New Telemark Norm) — запроваджена Rottefella у 2006; усуває «качкодзьоб», покращує передачу енергії, контроль кантів і безпеку; поширені у сучасних гонках та фрірайді.
- TTS (Telemark Tech System) — кріплення з піновими елементами які кріплять черевик у передній часті, орієнтована на легкість та ефективність підйому.
- NNN BC (New Nordic Norm Backcountry) — переважно для легкого телемарк-катання або не складних прогулянок.

### Спеціалізоване спорядження
- Камуса (Climbing skins) — необхідні дляскітуру, забезпечують не просковзування лиж під час підйому.
- Кішки для лиж (Ski crampons) — кріплення під лижи для льодових або крутих підйомів.
- Захист (Safety gear) — шоломи, лавинні трансівери, лопати, та зонди є стандартним спорядженням для скітуру.

## Змагання та федерації
- Головним міжнародним органом, що регулює телемарк, є Міжнародна федерація лижного спорту (FIS). Основним змаганням є Кубок світу з телемарку (Telemark FIS World Cup), де спортсмени змагаються у різних дисциплінах і демонструють техніку, швидкість та витривалість.Змагання Telemark FIS Classic – це найвимогливіша дисципліна гонок Telemark, яка поєднує швидкість, витривалість та технічну майстерність.

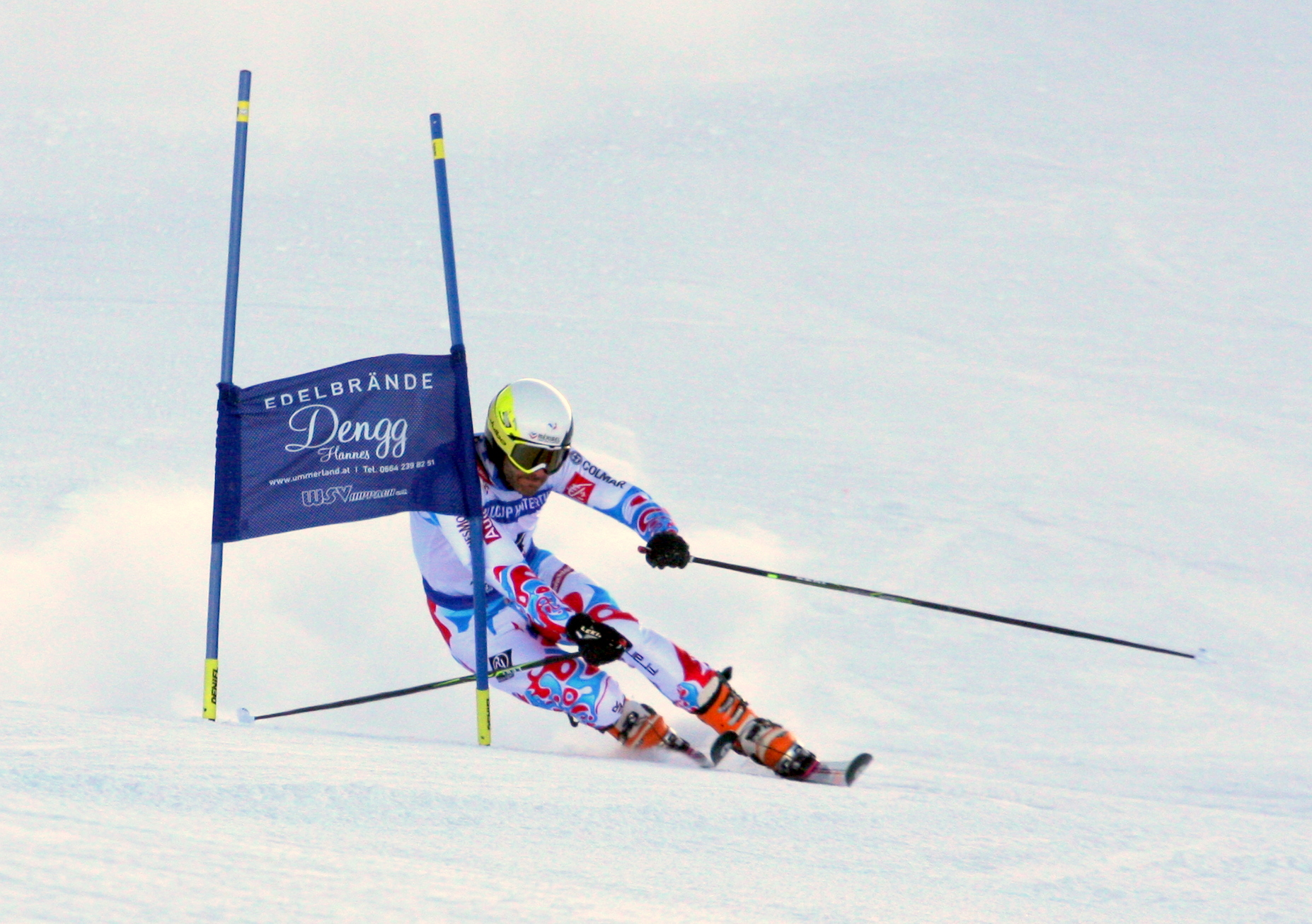
Змагання Telemark FIS Classic – це найвимогливіша дисципліна гонок Telemark, яка поєднує швидкість, витривалість та технічну майстерність.

Телемарк також представлений у національних чемпіонатах та регіональних турнірах, що сприяє розвитку спорту та популяризації цього стилю катання.

### Дисципліни
Змагання з телемарку включають кілька дисциплін, зокрема:
- Класичний спуск (Classic)
- Спринт (Sprint)
- Паралельний спринт (Parallel Sprint)
- Скі-крос (Telemark Cross)Паралельний спринт Telemark FIS поєднує елегантність спуску телемарк із захопливими змаганнями. Лижники демонструють потужну техніку, спритність та швидкість, змагаючись пліч-о-пліч у цій динамічній дисципліні.

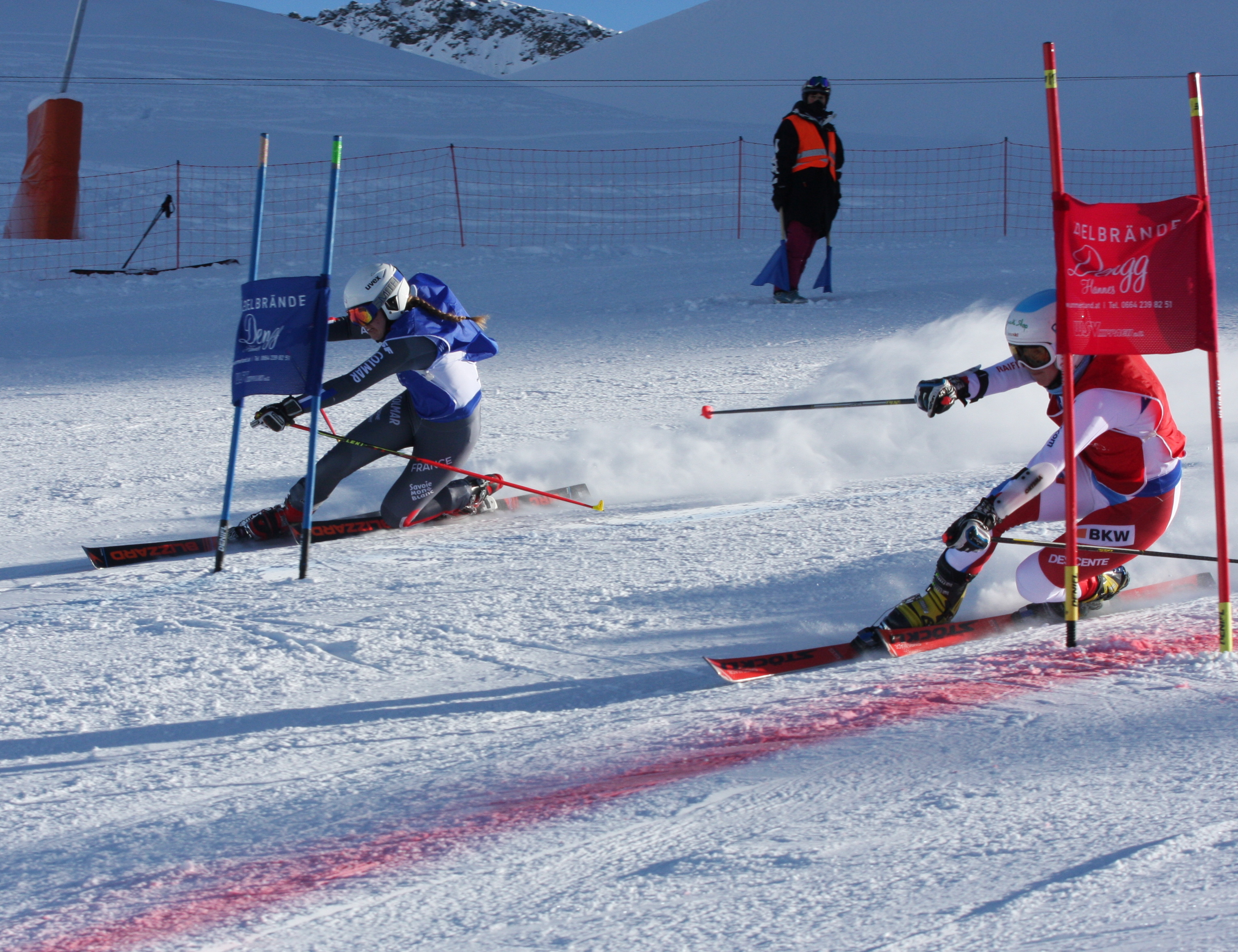
Паралельний спринт Telemark FIS поєднує елегантність спуску телемарк із захопливими змаганнями. Лижники демонструють потужну техніку, спритність та швидкість, змагаючись пліч-о-пліч у цій динамічній дисципліні.

Кожен спуск у цих дисциплінах включає комплекс елементів: слалом, стрибок, поворот 360° та біг на лижах (Nordic / Cross-Country style). Ці елементи перевіряють техніку, маневреність, координацію та витривалість спортсмена, поєднуючи різні аспекти лижного майстерства в одному змаганні.

## Зовнішні посилання (External links)
- FIS Telemark – FIS (Міжнародна федерація лижного спорту та сноуборду) розділ телемарку.
- Norsk Skieventyr – Norsk Skieventyr (Норвезька лижна пригода) — національний музей лижного спорту, розташований у Моргедалі, Телемарк, Норвегія, місце народження піонера лижного спорту Сондрі Норхейма (1825–1897).
- Telemark-skiing.info – слугує яскравим онлайн-хабом, що об’єднує телемарк-лижників по всьому світу.
- Holmenkollen – Лижний музей заснований у 1923 році та розташований у Холменколлені з 1951 року, Осло, Норвегія.
- Ukraine Telemark Team - Українська спільнота телемаркерів.